# Том оф Финлянд
То́уко Ва́лио Ла́аксонен (фин. Touko Valio Laaksonen); больше известен под псевдонимом Том оф Фи́нланд (англ. Tom of Finland; 8 мая 1920, Каарина, Финляндия — 7 ноября 1991, Хельсинки, Финляндия) — финский художник-рисовальщик, оказавший влияние на гомосексуальную субкультуру своими многочисленными гомопорнографическими рисунками. Оказал влияние на Роберта Мэплторпа, Дэвида Хокни, Энди Уорхола и Кита Харинга.

## Биография
Родился в городке Каарина в юго-западной части Финляндии в семье учителей Эдвина Лааксонен и Суомы Риталахти. У Тоуко были родные брат и сестра Кайя и Хели, а так же старшие единокровные брат и сестра Пентти и Сальме. Родители работали учителями в школе Ристимяки, где и жила семья. Лето они проводили в их семейной резиденции в Какскерте. Уже к пяти годам мальчик, воспитывавшийся в атмосфере живописи, литературы и музыки, умел рисовать комиксы и играть на пианино.
Окончив школу в Турку, в 1939 году он поступил в художественное училище в Хельсинки для изучения рекламы. Но уже в 1940 году был призван в Финскую армию — сражаться против вторгшихся на территорию советских войск. В строю он получил звание лейтенанта.
По окончании войны в 1945 году Тоуко продолжил занятия живописью, а также стал брать уроки игры на фортепиано в Институте Сибелиуса. Этими умениями он и зарабатывал на жизнь — днём выполнял заказы по оформлению витрин, созданию рекламных плакатов и пр., а по вечерам играл на фортепиано в кафе и на вечеринках. Но главным его занятием ещё с юношества было создание отличающихся гротескностью гомоэротичных рисунков. Эти работы художник изначально стал создавать из-за природной скромности, мешавшей ему лично знакомиться с объектами его вожделения. Ранние работы Лааксонена считаются более романтичными и мягкими по сравнению с его поздними работами. На его картинах того времени в основном изображены мужчины из среднего социального класса и их образы не столь драматичны, как в его более поздних работах: у персонажей нет подчёркнутой мускулистости, а в их позах мало эротичности.

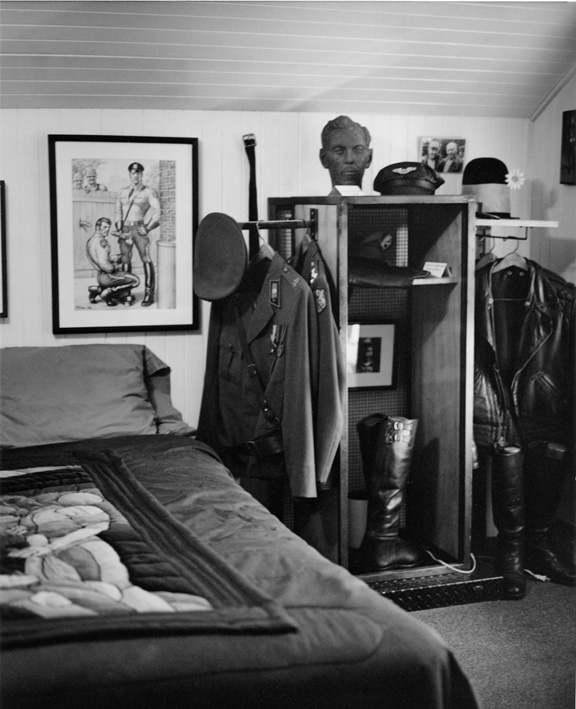
Мемориальная комната Тома оф Финланд.
Лос-Анджелес, 2002

В 1953 году Тоуко познакомился с танцором Вели Мякиненом, с которым он прожил 28 лет до смерти последнего. В конце 1956 года, по настоянию Вели, Тоуко отослал часть рисунков в американский журнал «Physique Pictorial», подписавшись псевдонимом «Том». Редактор был в восторге от увиденного, и на обложке весеннего номера журнала за 1957 год появилось одно из изображений художника, ставшего известным как «Том из Финляндии» (сам Тоуко был против использования в псевдониме названия родины).
С тех пор Том бросил игру на фортепиано, однако, не имея возможности заработать достаточно денег на жизнь одними рисунками, он до начала 1970-х был вынужден заниматься оформительской работой (вплоть до 1971 года гомосексуальные отношения в Финляндии считались психическим отклонением и были наказуемы).
В 1973 году в Гамбурге состоялась первая выставка Тома оф Финланда. Она, хоть и пользовалась большим успехом, однако самому Тому принесла лишь убытки: все рисунки, кроме одного, были украдены. Следующая его выставка прошла лишь в 1978 году в Лос-Анджелесе. В этот период Том обрёл новых знакомых, таких как фотограф Роберт Мэплторп и Дерк Денер — канадец, взявшийся курировать коммерческую часть работы художника. На протяжении 1980-х поездки Тома оф Финланда в Америку будут становиться всё более частыми, пока он не станет проводить в Лос-Анджелесе по шесть месяцев в году.
В июле 1981 года от рака горла умер Вели. У самого художника в 1988 году был поставлен диагноз «эмфизема лёгких». 7 ноября 1991 года он скончался от инсульта, вызванного эмфиземой.
Лааксонен никогда не раскрывал свою сексуальную ориентацию родственникам (Вели был представлен его семье, как сосед по квартире), за исключением своей сестры Кайи, но даже та до смерти брата не знала, что он Том оф Финланд. Его племянник Тапани Винкала описывал своего дядю как общительного, с чувством юмора и любящего детей человека, которому нравилось участвовать в детских играх. Лааксонен также был известен своим стилем как заядлый модельер.

## Признание
Уже в 1993 в нью-йоркском издательстве St Martins Press вышло первое серьёзное исследование, посвящённое художнику: «Tom of Finland: His Life and Times» (автор — F. Valentine Hooven). Творчеству Тома оф Финланда посвящён целый ряд книг и статей.
Анонс почты Финляндии Itella о выпуске 8 сентября 2014 года почтовой марки с изображениями двух гомоэротических работ художника вызвал ажиотаж интернет-продаж.
В 2017 году вышел основанный на биографии Лааксонена байопик Tom of Finland совместного производства Финляндии, Швеции, Дании, Германии и США (режиссёр — Доме Карукоски).